# Двірківщинська сільська рада
| Двірківщинська сільська рада — колишній орган місцевого самоврядування у Яготинському районі Київської області з адміністративним центром у с. Двірківщина. Історична дата утворення: в 1984 році. Сільській раді були підпорядковані населені пункти: - с. Двірківщина - с. Воронівщина - с. Кайнари - с-ще Черняхівка |

## Склад ради
Рада складалася з 14 депутатів та голови.

### Керівний склад ради
| ПІБ                         | Основні відомості                                                                       | Дата обрання | Дата звільнення |
| --------------------------- | --------------------------------------------------------------------------------------- | ------------ | --------------- |
| Іванно Олександр Вікторович | Сільський голова, 1962 року народження, освіта, безпартійний                            | 26.03.2006   | 31.10.2010      |
| Івахно Олександр Вікторович | Сільський голова, 1962 року народження, освіта середня спеціальна, член Партії регіонів | 31.10.2010   |                 |

Примітка: таблиця складена за даними джерела